# Мезенцев, Александр Фёдорович
Алекса́ндр Фёдорович Ме́зенцев (5 сентября 1949, Смоленск — 10 сентября 2013, Москва) —  глава администрации города Байконура с 2002 по 2013 год.

## Биография
Родился в семье военнослужащего. В 1971 году окончил Ленинградскую военную инженерную Краснознаменную академию им. А.Ф. Можайского по специальности «Технические системы военных объектов» с присвоением квалификации военного инженера-строителя. С 1971 по 1993 годы проходил военную службу на космодроме Байконур. Занимал различные должности: от командира расчёта опытно-испытательной части до начальника управления эксплуатации специальных объектов космодрома. 
Входил в состав рабочих и государственных комиссий по приемке зданий и сооружений различных объектов космического назначения. Принимал непосредственное участие в эксплуатации систем жизнеобеспечения комплексов «Энергия-Буран», «Зенит». Был участником научно-технической программы исследований по проблеме продления сроков службы ракетно-космических комплексов.
В 1993 году, в звании полковника, Мезенцев был переведен для прохождения дальнейшей службы в Санкт-Петербург, где по май 2002 года возглавлял Военно-космический Петра Великого кадетский корпус. Указом президента РФ ему было присвоено воинское звание — генерал-майор.
16 мая 2002 Александр Мезенцев был назначен главой администрации города Байконура, сменив Геннадия Дмитриенко. Одним из своих главных достижений Мезенцев считал строительство православного храма и мечети в городе.
Мезенцев имел учёное звание доцента по кафедре теплоснабжения и вентиляции, был автором 30 печатных трудов, нескольких патентов в области водоснабжения и строительства , являлся действительным членом Международной академии «Информация, связь, управление в технике, природе, обществе», Российской академии космонавтики имени К.Э. Циолковского. Окончил Российскую академию государственной службы при Президенте Российской Федерации.
Александр Мезенцев скоропостижно скончался 10 сентября 2013 года. Похоронен в Санкт-Петербурге. Присвоено звание Почётный гражданин города Байконур посмертно.

## Награды
- орден Почёта
- орден «За заслуги перед Отечеством» IV степени
- орден Дружбы
- медаль Жукова
- медаль «Ветеран Вооружённых Сил СССР»
- медаль «50 лет Вооружённых Сил СССР»
- медаль «60 лет Вооружённых Сил СССР»
- медаль «70 лет Вооружённых Сил СССР»
- медаль «80 лет Вооружённых сил СССР»
- медаль «За безупречную службу» I, II и III степени
- орден «Курмет»
- орден Святого благоверного князя Даниила Московского III степени
- медаль имени Г.С.Титова Федерации космонавтики России
- медаль МЧС России «За содружество во имя спасения»
- Почётный гражданин города Байконур (Постановление Главы администрации г. Байконур № 74 от 08 апреля 2014 г.)
- лауреат премии Правительства Российской Федерации в области науки и техники